# Aristolochia sicula
Aristolochia sicula är en piprankeväxtart som beskrevs av Vincenzo Tineo. Aristolochia sicula ingår i släktet piprankor, och familjen piprankeväxter. Inga underarter finns listade i Catalogue of Life.